# 北黑弗里爾 (新罕布什爾州)
北黑弗里爾（英語：North Haverhill）是一個位於美國新罕布什爾州格拉夫頓縣的普查規定居民點。

## 人口
根據2020年美國人口普查的數據，北黑弗里爾的面積為10.39平方千米，當中陸地面積為9.29平方千米，而水域面積為1.10平方千米。當地共有人口843人，而人口密度為每平方千米81人。